# Tom Cullen
Thomas Cullen, dit Tom Cullen, né le 17 juillet 1985 à Aberystwyth, au Pays de Galles, est un acteur britannique.

## Biographie

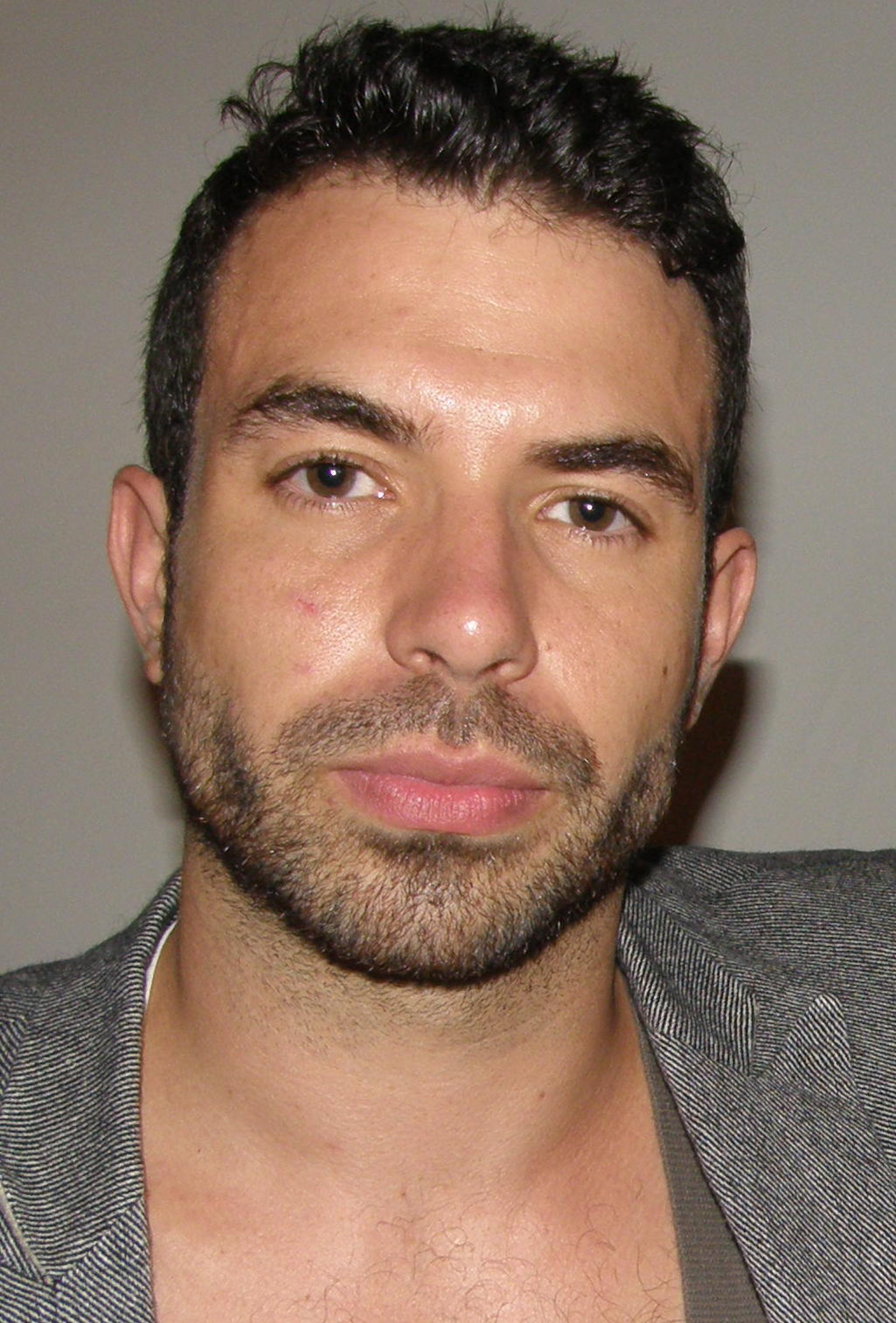

Thomas Cullen naît dans une famille de trois enfants de parents écrivains. Il passe ses premières années à Llandrindod Wells, puis déménage à l'âge de douze ans à Cardiff, où il est scolarisé à la Llanishen High School. Avant d'entreprendre une carrière d'acteur, il s'est occupé d'un restaurant mexicain et a fait de la musique. Il est diplômé du Royal Welsh College of Music and Drama en 2009 avec la distinction de First Class Honours, après avoir passé un an à la Central School of Speech and Drama.
De 2012 à 2019, il vit en couple avec l'actrice canadienne Tatiana Maslany qu'il a rencontrée sur le tournage de la mini-série britannique Un monde sans fin (World Without End), produite par la BBC.

## Filmographie

### Cinéma
- 2006 : Daddy's Girl de D.J. Evans : Jason
- 2006 : Twenty Questions (court métrage) de Rungano Nyoni : Adam
- 2010 : Balance (court métrage) de John Shackleton : Nico
- 2011 : Week-end d'Andrew Haigh : Russell
- 2012 : Henry (court métrage) de Yan England : Henry
- 2013 : Room 8 (court métrage) de James W. Griffiths : IVES
- 2013 : The Last Days on Mars de Ruairi Robinson : Richard Harrington
- 2014 : Desert Dancer de Richard Raymond : Ardavan
- 2015 : Black Mountain Poets de Jamie Adams : Richard
- 2015 : The Batsman and the Ballerina (court métrage) de Matthew Murdoch : Simon
- 2016 : Happily Ever After de Joan Carr-Wiggin : Colin
- 2016 : The Other Half de Joey Klein : Nickie
- 2016 : 100 Streets de Jim O'Hanlon : Jake
- 2016 : Mine de Fabio Guaglione et Fabio Resinaro : Tommy Madison
- 2018 : Souls of Totality (court métrage) de Richard Raymond : le troisième gars
- 2019 : Pink Wall de lui-même : Chris
- 2019 : Castle in the Ground de Joey Klein : Jimmy
- 2021 : Zebra Girl de Stephanie Zari : Dan
- 2021 : My Son de Christian Carion : Frank
- 2021 : Nuit barbare (Barbarians) de Charles Dorfman : Lucas
- 2023 : My Happy Ending de Tal Granit et Sharon Maymon : Dr. Hanson

### Télévision
- 2010 : Pen Talar : Richard (2 épisodes)
- 2011 : Black Mirror : Jonas (1 épisode)
- 2012 : Un monde sans fin (World Without End) : Wulfric (8 épisodes)
- 2013-2014 : Downton Abbey : Lord Anthony Gillingham (12 épisodes)
- 2015 : Liberté conditionnelle (The Trials of Jimmy Rose) (mini-série) : Joe Rose (3 épisodes)
- 2015 : The Five (mini-série) : Mark Wells (10 épisodes)
- 2017 : Orphan Black : Leonard Sipp (1 épisode)
- 2017 : Gunpowder (mini-série) : Guy Fawkes (3 épisodes)
- 2017-2019 : Knightfall : Landry (18 épisodes)
- 2018 : Genius : Luc Simon (2 épisodes)
- 2021 : Invasion : Mr. Edwards (3 épisodes)
- 2022 : Becoming Elizabeth : Thomas Seymour (7 épisodes)
- 2023 : The Gold : John Palmer (6 épisodes)